# Hrachovice
Hrachovice je malá vesnice, část obce Mírová pod Kozákovem v okrese Semily. Nachází se asi jeden kilometry jihozápadně od Mírové pod Kozákovem. Prochází zde silnice II/283.
Hrachovice leží v katastrálním území Sekerkovy Loučky o výměře 5,99 km².

## Historie
První písemná zmínka o vesnici pochází z roku 1543.

## Galerie

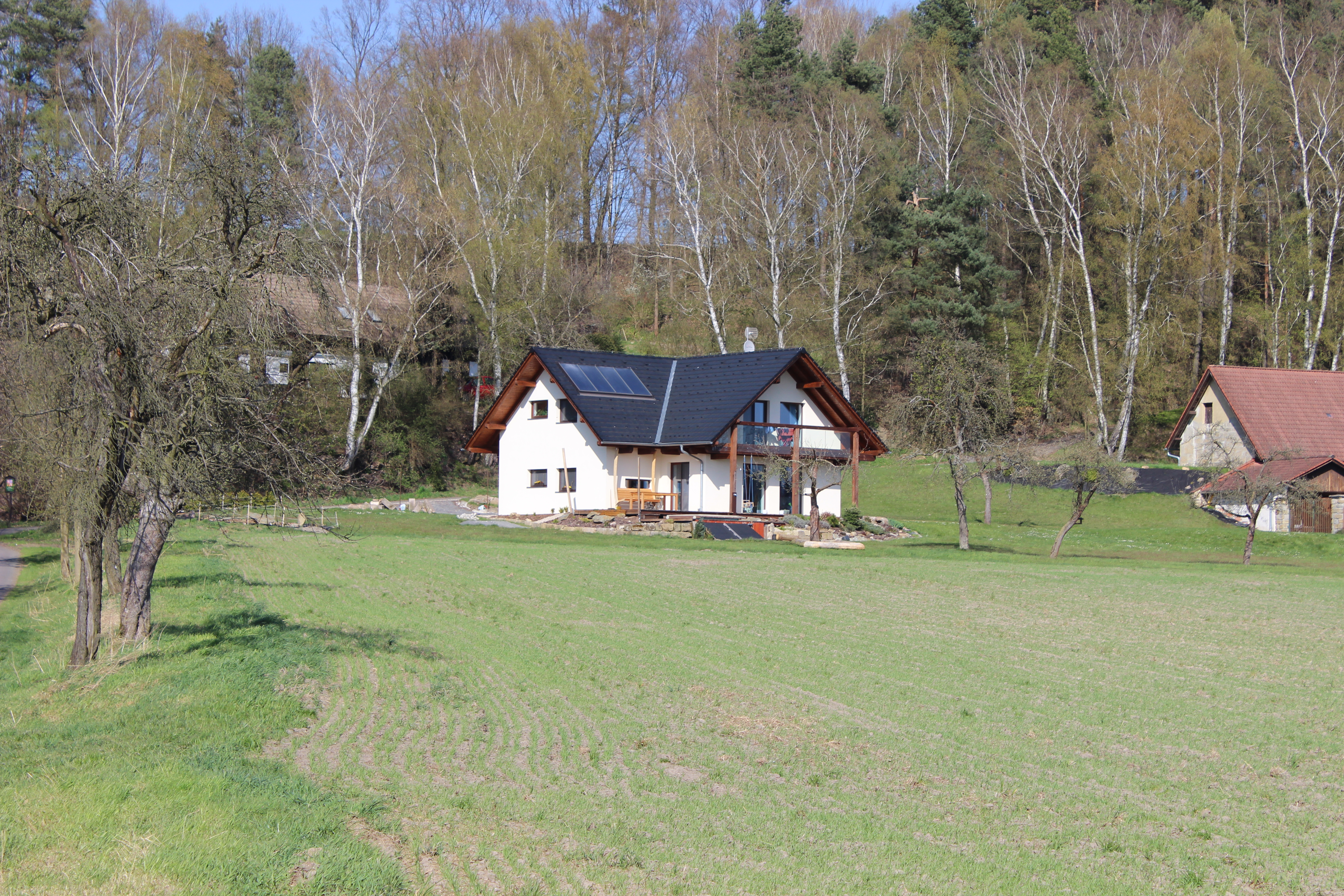
Dům číslo 37
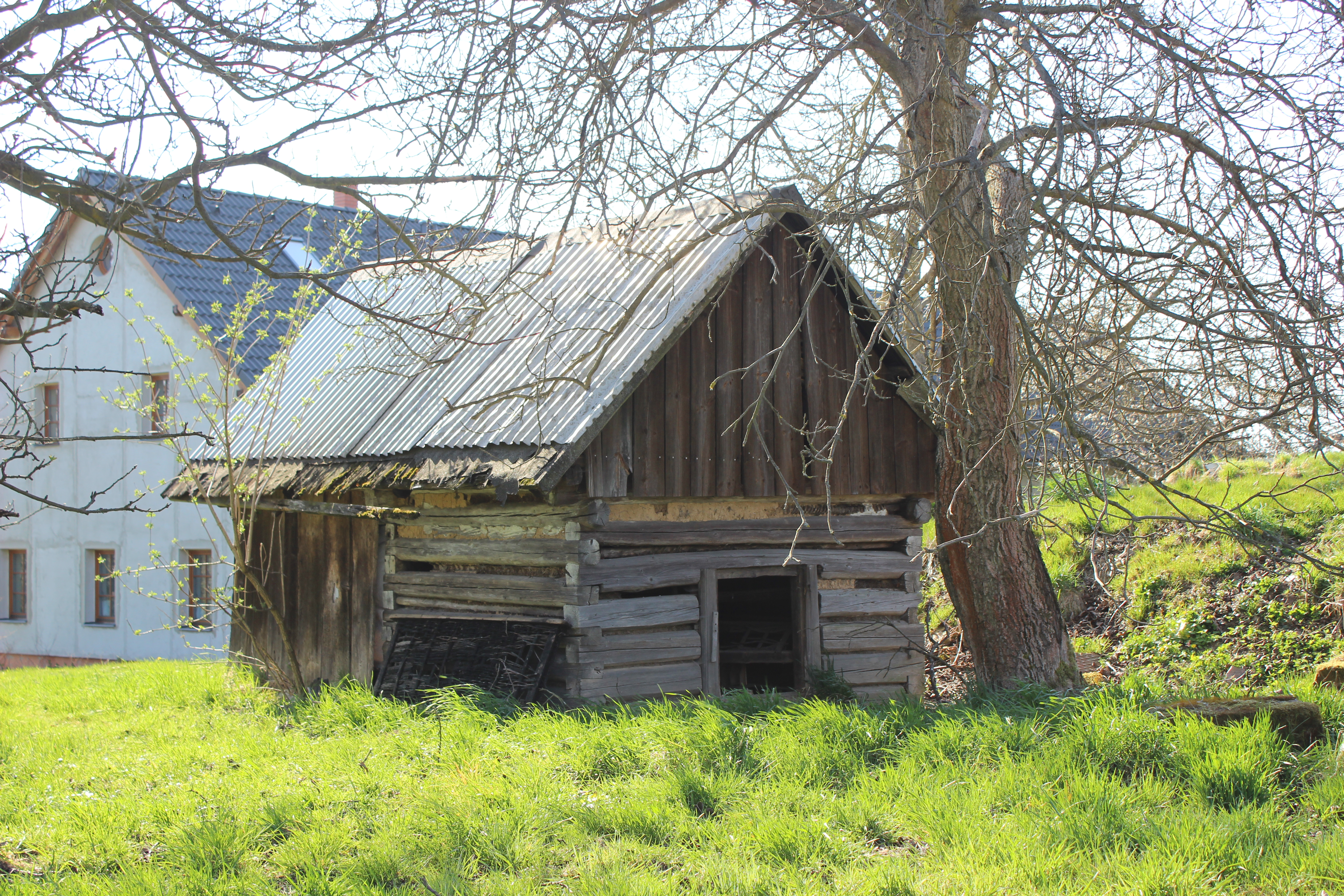
Dřevěná chaloupka
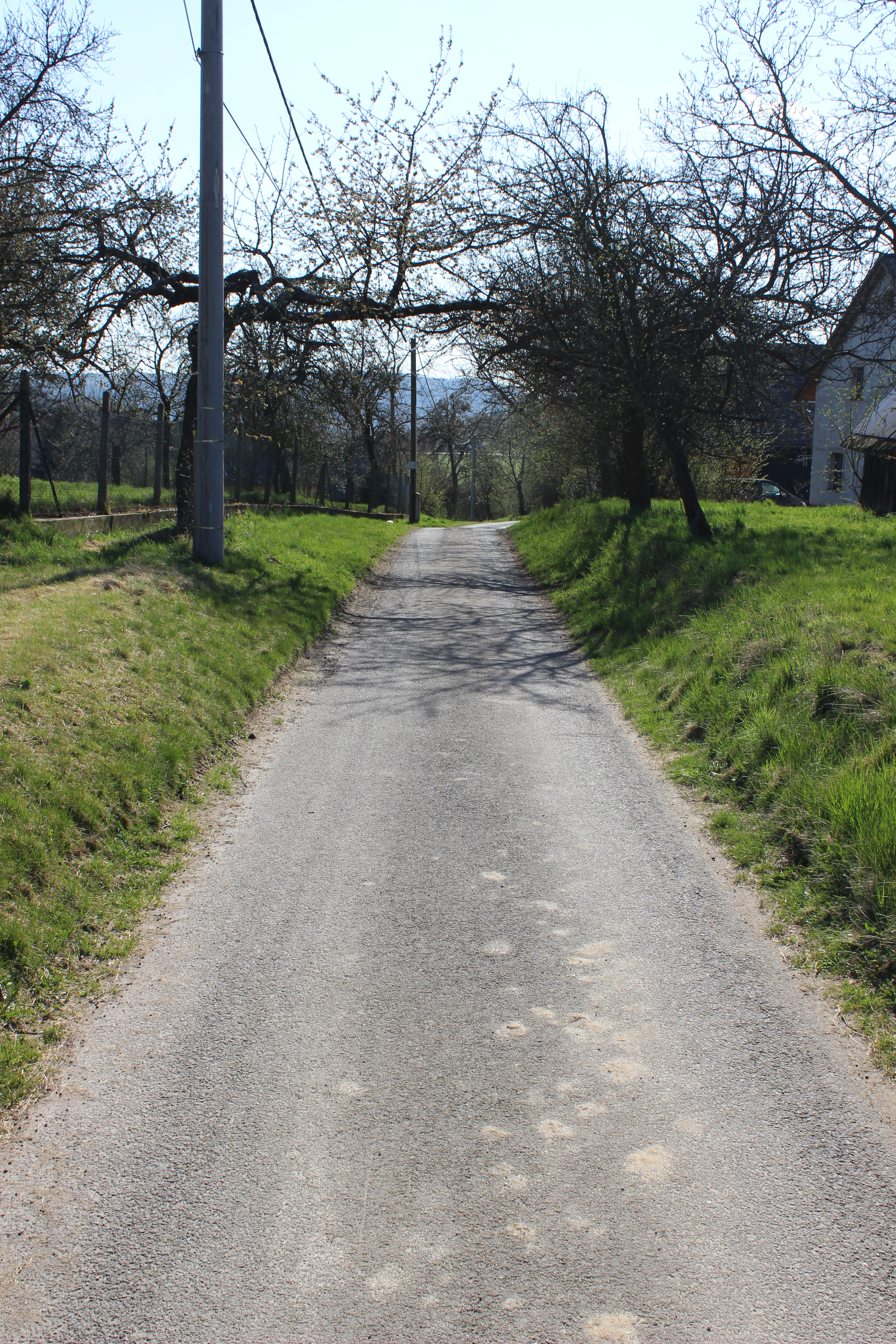
Místní komunikace
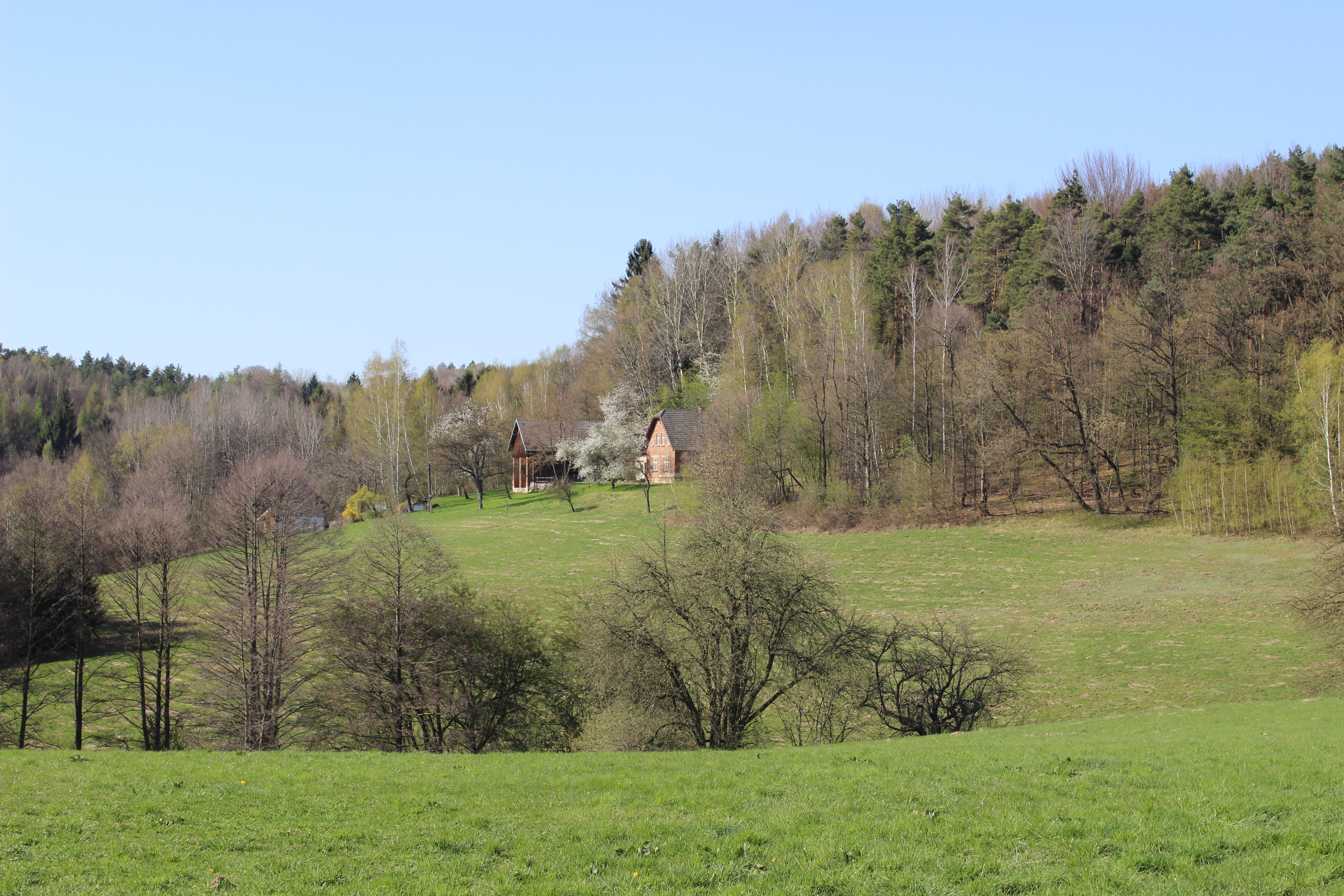
Krajina v okolí
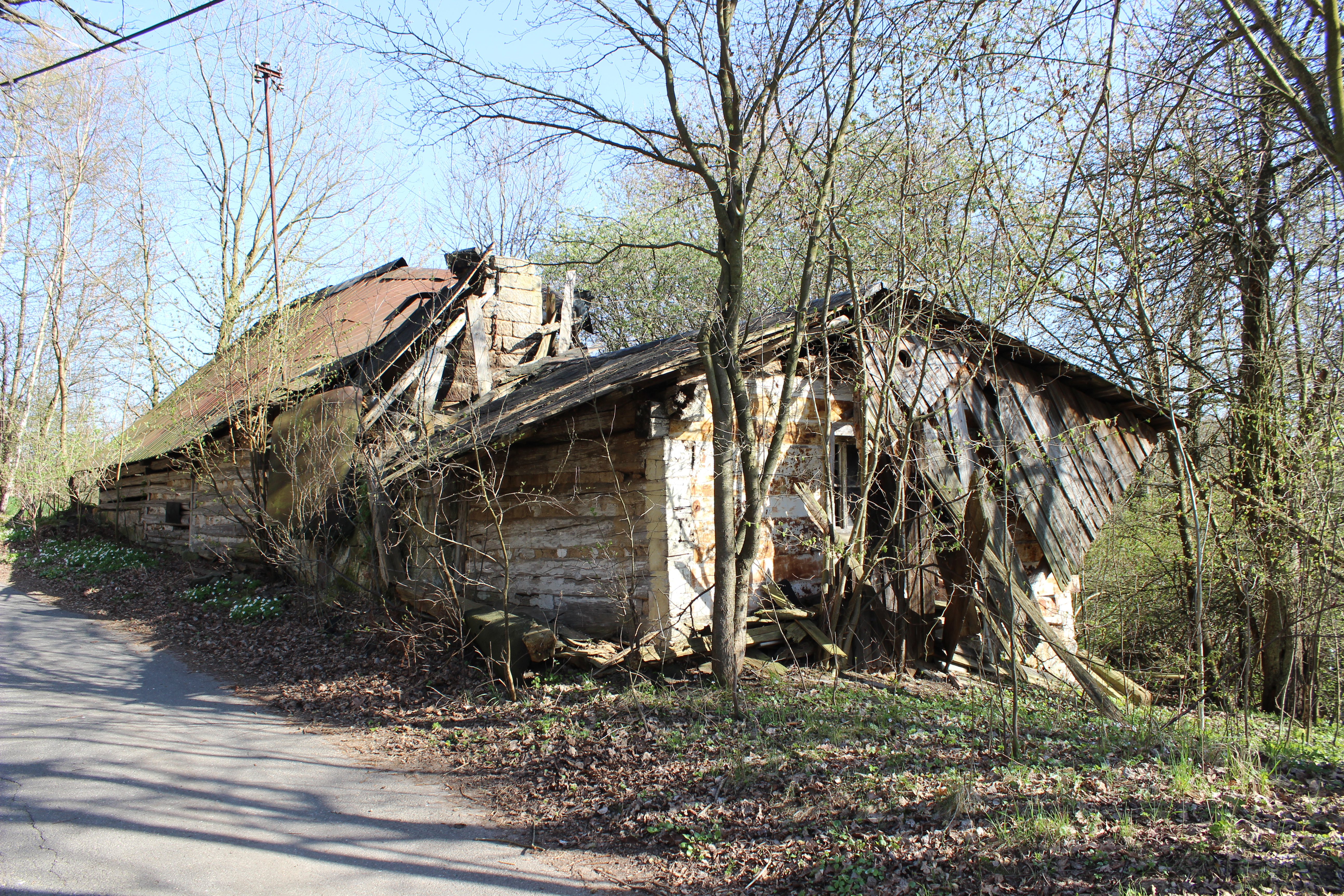
Zbořeniště